# Festival Internacional de Cinema de Indianápolis
O Indianapolis International Film Festival (também grafado como Indy Film Fest) é um festival de cinema fundado em 2004 em Indianapolis, Estados Unidos.